# طواف المطارات
طواف المطارات  (بالفرنسية: Tour des aéroports)‏ هو سباق الدراجات على الطريق ذو مراحل، نظم في تونس بين 1997 و2010.

تنظم المسابقة من قبل ديوان الطيران المدني والمطارات والجامعة التونسية للدراجات، وبالتعاون مع التجمع الدستوري الديمقراطي. أصبح السباق ذو طابع دولي في 1998.

لم ينظم السباق في 2004 و2005. في 2006 و2007، كان السباق ضمن طواف الاتحاد الدولي للدراجات لأفريقيا في فئة 2.2. كانت آخر نسخة للسباق في 2010 ولم ينظم بعدها.

## الطبعات
| السنة | الفائز           | الثاني             | الثالث            |
| ----- | ---------------- | ------------------ | ----------------- |
| 1997  | الأمجد بالقاضي   |                    |                   |
| 1998  | عمر سليمان زيتون |                    |                   |
| 1999  | سيد محمد         |                    |                   |
| 2000  | إيفونيك بولجياني |                    |                   |
| 2001  | جان شارل فابيان  |                    |                   |
| 2002  | جيروم بوشيه      |                    |                   |
| 2003  | أوريليان باسرون  |                    |                   |
| 2004  | لم يقام السباق   | لم يقام السباق     | لم يقام السباق    |
| 2005  | لم يقام السباق   | لم يقام السباق     | لم يقام السباق    |
| 2006  | حسن بن نصر       | أوليفييه لوفرانسوا | بنجامان كونتورنيه |
| 2007  | علي أحمد محمد    | عبد القادر بلمختار | رضوان شعبان       |
| 2008  | شريف مرابط       |                    |                   |
| 2009  | عبد اللطيف سعدون | أحمد مرايحي        | عادل جلول         |
| 2010  | عادل جلول        |                    |                   |

## روابط خارجية
- نتائج طواف المطارات على موقع siteducyclisme.net.